# Olympische Sommerspiele 1996/Teilnehmer (Belarus)
| Gelbes Symbol für Goldmedaillen mit stilisierten Olympischen Ringen | Graues Symbol für Silbermedaillen mit stilisierten Olympischen Ringen | Braundes Symbol für Bronzemedaillen mit stilisierten Olympischen Ringen |
| ------------------------------------------------------------------- | --------------------------------------------------------------------- | ----------------------------------------------------------------------- |
| 1                                                                   | 6                                                                     | 8                                                                       |

Belarus nahm an den Olympischen Sommerspielen 1996 in Atlanta, USA, mit einer Delegation von 157 Sportlern (91 Männer und 66 Frauen) teil.

## Medaillengewinner
Mit einer gewonnenen Gold-, sechs Silber- und acht Bronzemedaillen belegte das belarussische Team Platz 37 im Medaillenspiegel.

### Gold
| Name              | Sportart | Wettkampf     |
| ----------------- | -------- | ------------- |
| Kazjaryna Karsten | Rudern   | Frauen, Einer |

### Silber
| Name                      | Sportart       | Wettkampf                         |
| ------------------------- | -------------- | --------------------------------- |
| Uladsimir Dubrouschtschyk | Leichtathletik | Diskuswurf                        |
| Natallja Sasanowitsch     | Leichtathletik | Frauen, Siebenkampf               |
| Aljaksej Mjadswedseu      | Ringen         | Superschwergewicht, Freistil      |
| Aljaksandr Paulau         | Ringen         | Papiergewicht, griechisch-römisch |
| Sjarhej Lischtwan         | Ringen         | Schwergewicht, griechisch-römisch |
| Ihar Bassinski            | Schießen       | Freie Scheibenpistole             |

### Bronze
| Name(n) | Sportart       | Wettkampf                                   |
| --- | -------------- | ------------------------------------------- |
| Wassil Kapzjuch | Leichtathletik | Diskuswurf                                  |
| Elina Swerawa | Leichtathletik | Frauen, Diskuswurf                          |
| Waleryj Zilenz | Ringen         | Mittelgewicht, griechisch-römisch           |
| Natallja Laurynenka, Aljaksandra Pankina, Natallja Woltschak, Tamara Dawydsenka, Waljanzina Skrabatun, Alena Mikulitsch, Natallja Stasjuk, Marina Snak, Jaraslawa Paulowitsch | Rudern         | Frauen, Achter                              |
| Wital Schtscherba | Turnen         | Einzelmehrkampf, Barren, Pferdsprung & Reck |

## Teilnehmer nach Sportarten

### Badminton
- Michail Korschuk
Einzel: 33. Platz
Mixed, Doppel: 17. Platz

- Ulada Tscharnjauskaja
Frauen, Einzel: 33. Platz
Mixed, Doppel: 17. Platz

### Bogenschießen
- Wolha Jakuschawa
Frauen, Einzel: 5. Platz

- Wolha Sabuhina-Maros
Frauen, Einzel: 31. Platz

### Boxen
- Sjarhej Ostroschapkin
Leichtgewicht: 17. Platz

- Sjarhej Bykouski
Halbweltergewicht: 9. Platz

- Wadsim Mjasha
Weltergewicht: 9. Platz

- Sjarhej Dytschkou
Schwergewicht: 5. Platz

- Sjarhej Ljachowitsch
Superschwergewicht: 9. Platz

### Fechten
- Wital Sacharau
Degen, Einzel: 26. Platz

### Gewichtheben
- Wiktar Sinjak
Bantamgewicht: 12. Platz

- Leanid Labatschou
Mittelgewicht: 9. Platz

- Aleh Ketschka
Mittelgewicht: 11. Platz

- Uladsimir Chlud
Halbschwergewicht: 15. Platz

- Wiktar Bjaljazky
Halbschwergewicht: 17. Platz

- Aleh Tschiriza
I. Schwergewicht: 9. Platz

- Uladsimir Jemjaljanau
II. Schwergewicht: 4. Platz

- Henads Schtschakala
II. Schwergewicht: Kein gültiger Versuch im Stoßen

- Aljaksandr Kurlowitsch
Superschwergewicht: 5. Platz

### Judo
- Nazik Bahirau
Superleichtgewicht: 5. Platz

- Leanid Swirid
Halbschwergewicht: 13. Platz

- Ruslan Scharapau
Schwergewicht: 17. Platz

- Tazzjana Maskwina
Frauen, Superleichtgewicht: 7. Platz

### Kanu
- Sjarhej Kalesnik
Einer-Kajak, 500 Meter: Halbfinale

- Dsmitryj Douhaljonok
Zweier-Canadier, 500 Meter: 9. Platz

- Aljaksandr Massjajkou
Zweier-Canadier, 500 Meter: 9. Platz

- Alena Kursina
Frauen, Einer-Kajak, Slalom: 25. Platz

### Leichtathletik
- Jauhen Misjulja
20 Kilometer Gehen: 9. Platz
50 Kilometer Gehen: DNF

- Michail Chmjalnizki
20 Kilometer Gehen: 12. Platz

- Wiktar Hinko
50 Kilometer Gehen: 5. Platz

- Dmitri Markov
Stabhochsprung: 6. Platz

- Aljaksandr Hlawazki
Weitsprung: 7. Platz

- Dsmitryj Hantscharuk
Kugelstoßen: 9. Platz

- Wiktar Bulat
Kugelstoßen: 32. Platz in der Qualifikation

- Uladsimir Dubrouschtschyk
Diskuswurf: Silber

- Wassil Kapzjuch
Diskuswurf: Bronze

- Ihar Astapkowitsch
Hammerwurf: 7. Platz

- Sjarhej Alaj
Hammerwurf: 8. Platz

- Aljaksandr Krasko
Hammerwurf: 21. Platz

- Uladsimir Sassimowitsch
Speerwurf: Kein gültiger Versuch in der Qualifikation

- Eduard Hämäläinen
Zehnkampf: 5. Platz

- Natallja Safronnikawa
Frauen, 200 Meter: Halbfinale

- Hanna Kosak
Frauen, 400 Meter: Viertelfinale

- Natallja Duchnowa
Frauen, 800 Meter: 7. Platz
Frauen, 1500 Meter: Halbfinale

- Lidsija Jurkowa
Frauen, 100 Meter Hürden: Viertelfinale

- Alena Masouka
Frauen, Marathon: 24. Platz

- Natallja Haluschka
Frauen, Marathon: 50. Platz

- Madina Biktagirowa
Frauen, Marathon: DNF

- Tazzjana Ljadouskaja
Frauen, 400 Meter Hürden: Halbfinale

- Nelli Warankowa
Frauen, 400 Meter Hürden: Vorläufe

- Tazzjana Kuratschkina
Frauen, 400 Meter Hürden: Vorläufe

- Wolha Kardapolzawa
Frauen, 10 Kilometer Gehen: 6. Platz

- Waljanzina Zybulskaja
Frauen, 10 Kilometer Gehen: 8. Platz

- Natallja Misjulja
Frauen, 10 Kilometer Gehen: 17. Platz

- Tazzjana Chramawa
Frauen, Hochsprung: 14. Platz in der Qualifikation

- Anzhela Atroshchenko
Frauen, Weitsprung: 32. Platz in der Qualifikation
Frauen, Siebenkampf: DNF

- Natallja Sasanowitsch
Frauen, Weitsprung: Kein gültiger Versuch
Frauen, Siebenkampf: Silber

- Elina Swerawa
Frauen, Diskuswurf: Bronze

- Iryna Jattschanka
Frauen, Diskuswurf: 12. Platz

- Ljudmila Filimonawa
Frauen, Diskuswurf: 38. Platz in der Qualifikation

- Natallja Schykalenka
Frauen, Speerwurf: 12. Platz in der Qualifikation

### Radsport
- Pawal Kawezki
Straßenrennen, Einzel: 69. Platz

- Jauhen Holowanou
Straßenrennen, Einzel: 113. Platz

- Aleh Bandarik
Straßenrennen, Einzel: DNF

- Wjatschaslau Herman
Straßenrennen, Einzel: DNF

- Aljaksandr Scharapou
Straßenrennen, Einzel: DNF

- Sinaida Stahurskaja
Frauen, Straßenrennen, Einzel: 14. Platz

- Ljudmila Haraschanskaja
Frauen, Punkterennen: 6. Platz

### Rhythmische Sportgymnastik
- Laryssa Lukjanenka
Einzel: 7. Platz

- Tazjana Ahryska
Einzel: 8. Platz

- Natallja Budsila
Mannschaft: 6. Platz

- Wolha Demskaja
Mannschaft: 6. Platz

- Aksana Schdanowitsch
Mannschaft: 6. Platz

- Swjatlana Lusanowa
Mannschaft: 6. Platz

- Halina Malaschanka
Mannschaft: 6. Platz

- Alessja Pochodina
Mannschaft: 6. Platz

### Ringen
- Aljaksandr Paulau
Papiergewicht, griechisch-römisch: Silber

- Ibad Achmedou
Fliegengewicht, griechisch-römisch: 11. Platz

- Ihar Pjatrenka
Federgewicht, griechisch-römisch: 13. Platz

- Kamandar Madschydau
Leichtgewicht, griechisch-römisch: 4. Platz

- Uladsimir Kapytau
Weltergewicht, griechisch-römisch: 14. Platz

- Waleryj Zilenz
Mittelgewicht, griechisch-römisch: Bronze

- Aljaksandr Sidarenka
Halbschwergewicht, griechisch-römisch: 4. Platz

- Sjarhej Lischtwan
Schwergewicht, griechisch-römisch: Silber

- Aljaksandr Husau
Bantamgewicht, Freistil: 7. Platz

- Sjarhej Smal
Federgewicht, Freistil: 11. Platz

- Aleh Hohal
Leichtgewicht, Freistil: 9. Platz

- Ihar Kozyr
Weltergewicht, Freistil: 14. Platz

- Aljaksandr Sauko
Mittelgewicht, Freistil: 19. Platz

- Sjarhej Kawalewski
Schwergewicht, Freistil: 4. Platz

- Aljaksej Mjadswedseu
Superschwergewicht, Freistil: Silber

### Rudern
- Dsmitryj Pljatschistik
Zweier ohne Steuermann: 14. Platz

- Dsmitryj Miroschnik
Zweier ohne Steuermann: 14. Platz

- Kanstanzin Bjalewitsch
Doppelvierer: 11. Platz

- Sjarhej Tarassewitsch
Doppelvierer: 11. Platz

- Aleh Solomachin
Doppelvierer: 11. Platz

- Dsjanis Tabako
Doppelvierer: 11. Platz

- Sjarhej Kinjakin
Doppelvierer: 11. Platz

- Kazjaryna Karsten
Frauen, Einer: Gold

- Natallja Laurynenka
Frauen, Achter: Bronze

- Aljaksandra Pankina
Frauen, Achter: Bronze

- Natallja Woltschak
Frauen, Achter: Bronze

- Tamara Dawydsenka
Frauen, Achter: Bronze

- Waljanzina Skrabatun
Frauen, Achter: Bronze

- Alena Mikulitsch
Frauen, Achter: Bronze

- Natallja Stassjuk
Frauen, Achter: Bronze

- Marina Snak
Frauen, Achter: Bronze

- Jaraslawa Paulowitsch
Frauen, Achter: Bronze

### Schießen
- Ihar Bassinski
Luftpistole: 7. Platz
Freie Scheibenpistole: Silber

- Kanstanzin Lukaschyk
Luftpistole: 9. Platz
Freie Scheibenpistole: 4. Platz

- Anatol Klimenka
Luftgewehr: 11. Platz
Kleinkaliber, Dreistellungskampf: 28. Platz

- Heorhij Nachajeu
Luftgewehr: 26. Platz
Kleinkaliber, liegend: 30. Platz

- Sjarhej Martynau
Kleinkaliber, Dreistellungskampf: 8. Platz
Kleinkaliber, liegend: 6. Platz

- Lalita Jauhleuskaja
Frauen, Luftpistole: 8. Platz

- Julija Sinjak
Frauen, Luftpistole: 10. Platz
Frauen, Sportpistole: 9. Platz

- Schanna Schizik
Frauen, Sportpistole: 14. Platz

- Wolha Pahrebnjak
Frauen, Luftgewehr: 5. Platz
Frauen, Kleinkaliber, Dreistellungskampf: 17. Platz

- Iryna Schylawa
Frauen, Luftgewehr: 9. Platz
Frauen, Kleinkaliber, Dreistellungskampf: 17. Platz

### Schwimmen
- Aleh Ruchlewitsch
50 Meter Freistil: 22. Platz
100 Meter Freistil: 19. Platz

- Dsmitryj Kalinouski
50 Meter Freistil: 36. Platz

- Sjarhej Michnawez
1500 Meter Freistil: 19. Platz

- Aljaksej Kriwenzou
100 Meter Brust: 19. Platz

- Aljaksandr Hukou
200 Meter Brust: 21. Platz

- Alena Popchanka
Frauen, 50 Meter Freistil: 40. Platz
Frauen, 4 × 100 Meter Freistil: 15. Platz
Frauen, 4 × 400 Meter Freistil: 17. Platz

- Swjatlana Schidka
Frauen, 100 Meter Freistil: 39. Platz
Frauen, 4 × 100 Meter Freistil: 15. Platz
Frauen, 4 × 400 Meter Freistil: 17. Platz

- Inha Barodsitsch
Frauen, 200 Meter Freistil: 33. Platz
Frauen, 4 × 100 Meter Freistil: 15. Platz
Frauen, 4 × 400 Meter Freistil: 17. Platz

- Natallja Baranouskaja
Frauen, 4 × 100 Meter Freistil: 15. Platz
Frauen, 4 × 400 Meter Freistil: 17. Platz
Frauen, 100 Meter Schmetterling: 35. Platz

- Alena Rudkouskaja
Frauen, 100 Meter Brust: 33. Platz

### Segeln
- Aljaksandr Seljanouski
Laser: 20. Platz

- Sjarhej Chorezky
Star: 23. Platz

- Uladsimir Sujeu
Star: 23. Platz

- Sjarhej Krauzou
Tornado: 14. Platz

- Wiktar Budanzeu
Tornado: 14. Platz

- Anastassija Padabed
Frauen, Europe: 26. Platz

### Tennis
- Natallja Swerawa
Frauen, Einzel: 9. Platz
Frauen, Doppel: 9. Platz

- Wolha Barabanschtschikawa
Frauen, Einzel: 33. Platz
Frauen, Doppel: 9. Platz

### Tischtennis
- Uladsimir Samsonau
(engl. Vladimir Samsonov)
Einzel: 5. Platz
Doppel: 17. Platz

- Jauhen Schtschazinin
Doppel: 17. Platz

### Turnen
- Wital Schtscherba
Einzelmehrkampf: Bronze 
Mannschaftsmehrkampf: 4. Platz
Barren: Bronze 
Boden: 7. Platz
Pferdsprung: Bronze 
Reck: Bronze 
Ringe: 30. Platz in der Qualifikation
Seitpferd: 58. Platz in der Qualifikation

- Andrej Kan
Einzelmehrkampf: 30. Platz
Mannschaftsmehrkampf: 4. Platz
Barren: 15. Platz in der Qualifikation
Boden: 14. Platz in der Qualifikation
Pferdsprung: 38. Platz in der Qualifikation
Reck: 39. Platz in der Qualifikation
Ringe: 30. Platz in der Qualifikation
Seitpferd: 18. Platz in der Qualifikation

- Wital Rudnizky
Einzelmehrkampf: 30. Platz
Mannschaftsmehrkampf: 4. Platz
Barren: 46. Platz in der Qualifikation
Boden: 23. Platz in der Qualifikation
Pferdsprung: 27. Platz in der Qualifikation
Reck: 72. Platz in der Qualifikation
Ringe: 33. Platz in der Qualifikation
Seitpferd: 59. Platz in der Qualifikation

- Aljaksandr Belanouski
Einzelmehrkampf: 72. Platz in der Qualifikation
Mannschaftsmehrkampf: 4. Platz
Barren: 42. Platz in der Qualifikation
Boden: 106. Platz in der Qualifikation
Pferdsprung: 62. Platz in der Qualifikation
Reck: 42. Platz in der Qualifikation
Ringe: 33. Platz in der Qualifikation
Seitpferd: 25. Platz in der Qualifikation

- Aljaksandr Schostak
Einzelmehrkampf: 92. Platz in der Qualifikation
Mannschaftsmehrkampf: 4. Platz
Barren: 35. Platz in der Qualifikation
Boden: 101. Platz in der Qualifikation
Pferdsprung: 30. Platz in der Qualifikation
Ringe: 49. Platz in der Qualifikation
Seitpferd: 18. Platz in der Qualifikation

- Iwan Paulouski
Einzelmehrkampf: 96. Platz in der Qualifikation
Mannschaftsmehrkampf: 4. Platz
Barren: 106. Platz in der Qualifikation
Boden: 24. Platz in der Qualifikation
Pferdsprung: 8. Platz
Reck: 79. Platz in der Qualifikation
Ringe: 45. Platz in der Qualifikation

- Aljaksej Sinkewitsch
Einzelmehrkampf: 103. Platz in der Qualifikation
Mannschaftsmehrkampf: 4. Platz
Barren: 96. Platz in der Qualifikation
Boden: 34. Platz in der Qualifikation
Reck: 57. Platz in der Qualifikation
Seitpferd: 12. Platz in der Qualifikation

- Alena Piskun
Frauen, Einzelmehrkampf: 12. Platz
Frauen, Mannschaftsmehrkampf: 6. Platz
Frauen, Boden: 27. Platz in der Qualifikation
Frauen, Pferdsprung: 16. Platz in der Qualifikation
Frauen, Schwebebalken: 32. Platz in der Qualifikation
Frauen, Stufenbarren: 19. Platz in der Qualifikation

- Swjatlana Bahinskaja
Frauen, Einzelmehrkampf: 14. Platz
Frauen, Mannschaftsmehrkampf: 6. Platz
Frauen, Boden: 24. Platz in der Qualifikation
Frauen, Pferdsprung: 5. Platz
Frauen, Schwebebalken: 27. Platz in der Qualifikation
Frauen, Stufenbarren: 64. Platz in der Qualifikation

- Alena Poloskowa
Frauen, Einzelmehrkampf: 25. Platz
Frauen, Mannschaftsmehrkampf: 6. Platz
Frauen, Boden: 47. Platz in der Qualifikation
Frauen, Pferdsprung: 26. Platz in der Qualifikation
Frauen, Schwebebalken: 13. Platz in der Qualifikation
Frauen, Stufenbarren: 24. Platz in der Qualifikation

- Wolha Jurkina
Frauen, Einzelmehrkampf: 47. Platz in der Qualifikation
Frauen, Mannschaftsmehrkampf: 6. Platz
Frauen, Boden: 81. Platz in der Qualifikation
Frauen, Pferdsprung: 55. Platz in der Qualifikation
Frauen, Schwebebalken: 35. Platz in der Qualifikation
Frauen, Stufenbarren: 69. Platz in der Qualifikation

- Ljudmila Witjukowa
Frauen, Einzelmehrkampf: 86. Platz in der Qualifikation
Frauen, Mannschaftsmehrkampf: 6. Platz
Frauen, Boden: 42. Platz in der Qualifikation
Frauen, Pferdsprung: 36. Platz in der Qualifikation
Frauen, Schwebebalken: 26. Platz in der Qualifikation

- Swjatlana Tarassewitsch
Frauen, Einzelmehrkampf: 87. Platz in der Qualifikation
Frauen, Mannschaftsmehrkampf: 6. Platz
Frauen, Boden: 65. Platz in der Qualifikation
Frauen, Pferdsprung: 26. Platz in der Qualifikation
Frauen, Stufenbarren: 36. Platz in der Qualifikation

- Tazzjana Scharhanowa
Frauen, Einzelmehrkampf: 102. Platz in der Qualifikation
Frauen, Mannschaftsmehrkampf: 6. Platz
Frauen, Schwebebalken: 76. Platz in der Qualifikation
Frauen, Stufenbarren: 62. Platz in der Qualifikation

### Wasserspringen
- Andrej Semenjuk
Kunstspringen: 10. Platz

- Wjatschaslau Chamulkin
Kunstspringen: 21. Platz

- Sjarhej Kudrewitsch
Turmspringen: 11. Platz

- Andrej Kwatschinski
Turmspringen: 16. Platz

- Swjatlana Aljaksejeuna
Frauen, Kunstspringen: 14. Platz